# Paral·lel metróállomás
Paral·lel egyike a Spanyolországban található barcelonai metró metróállomásainak.

## Metróvonalak
Az állomást az alábbi metróvonalak érintik:
- 2-es metróvonal
- 3-as metróvonal

## Kapcsolódó állomások
Az állomáshoz az alábbi állomások vannak a legközelebb:
- Sant Antoni (Badalona Pompeu Fabra, 2-es metróvonal)
- Drassanes (Trinitat Nova, 3-as metróvonal)
- Poble Sec (Zona Universitària, 3-as metróvonal)
- Parc de Montjuïc